# گوک‌خان اونال
گوک‌خان اونال (انگلیسی: Gökhan Ünal؛ زادهٔ ۲۳ ژوئیهٔ ۱۹۸۲) بازیکن فوتبال اهل ترکیه است.
از باشگاه‌هایی که در آن بازی کرده‌است می‌توان به باشگاه ورزشی گنچلربیرلیغی، باشگاه فوتبال قیصریه‌اسپور، باشگاه فوتبال آنکارا اسپور، باشگاه فوتبال استانبول باشاک‌شهر، باشگاه فوتبال ترابزون‌اسپور، باشگاه فوتبال کاردمیر قره‌بوک‌اسپور، و باشگاه فوتبال فنرباغچه اشاره کرد.
وی همچنین در تیم ملی فوتبال ترکیه بازی کرده‌است.